# 古惑狼4：時空之旅
《古惑狼4：時空之旅》是一款由Toys for Bob製作、動視發行的平台類遊戲。本作於2020年10月2日在Xbox One及PlayStation 4上發行，於2021年3月12日在任天堂Switch、Xbox Series X/S、PlayStation 5平台發售，Windows平台於同年3月26日發售。
本遊戲是以完全重製版的《古惑狼瘋狂三部曲》為首的系列重啟新作，作為動視重啟後的新系列第四代作品。遊戲與前三代遊戲内容基本相似，同樣主角Crash及Coco通過旋轉和跳躍等技術來擊敗敵人，但這新增了各種面具能力如時間減慢、重力轉換等作為必備的通關方法。

## 外部連結
- 官方网站（英文）